# A. Devitt Vanech

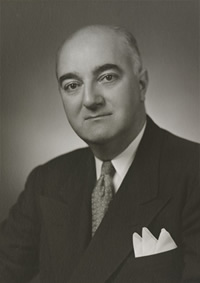
A. Devitt Vanech

Augustus Devitt „Gus“ Vanech (* 26. März 1906 in New York City; † 10. September 1967 in Washington, D.C.) war ein amerikanischer Jurist und der erste United States Deputy Attorney General.

## Leben
Nach dem Besuch der Military Academy in Peekskill wurde er 1933 Sonderassistent von Attorney General Homer S. Cummings und studierte danach von 1933 bis 1936 Rechtswissenschaften am Washington College of Law der American University. Nach dem Abschluss des Studiums erhielt die anwaltliche Zulassung im District of Columbia und war anschließend als Rechtsanwalt tätig. Ein späteres weiteres Studium der Rechtswissenschaften an der Law School der Katholischen Universität von Amerika beendete er 1944 mit einem Master of Laws (LL.M.).
Nachdem er zwischen 1946 und 1947 Vorsitzender der von US-Präsident Harry S. Truman durch die Executive Order 9835 eingesetzten zeitlich befristeten Kommission für Loyalität der Beschäftigten war, wurde er als Assistant Attorney General Leiter der Grundbesitzabteilung im US-Justizministerium. Nach Beendigung dieser Tätigkeit wurde er 1951 erster Deputy Attorney General und damit stellvertretender Justizminister. Dieses Amt bekleidete er bis zu seinem Rücktritt 1952. Grund seines Rücktritts war der Vorwurf, dass er eine anwaltliche Zulassung für Tennessee erhalten hatte, obwohl er kein Bürger dieses Bundesstaates war.
Später kündigte er an, bei der Vorwahl (Primary) der Demokratischen Partei für einen Senatssitz für Connecticut zu kandidieren. Er verlor bei der Vorwahl allerdings gegen Abraham A. Ribicoff, der wiederum dem republikanischen Bewerber Prescott Bush bei den Senatswahlen unterlag. Anschließend eröffnete Vanech in Washington eine Anwaltskanzlei, in der er bis zu seinem Tode tätig war.